# Джим Лі
Джим Лі (англ. Jim Lee; нар. 11 серпня1964; Сеул) — американо-корейський художник, сценарист, редактор і видавець коміксів. Почав працювати в галузі коміксів художником в 1987 році в Marvel Comics, малюючи такі серії коміксів, як Alpha Flight і Punisher War Journal. Пізніше Джим отримав призначення на таку популярну серію The Uncanny X-Men. У 1991 році від серії відокремилася побічна серія X-Men, перший номер якої Лі створив разом зі сценаристом Крісом Клермонт. Цей номер залишається найбільш продаваним коміксом всіх часів, відповідно до книги рекордів Гіннесса. У 1992 Лі разом з рядом інших авторів коміксів створює своє власне видавництво — Image Comics, щоб випускати створені ними самими серії незалежно від великих компаній. Лі випускає свої серії в підрозділі, названому Wildstorm Productions. Це були: WildC.A.T.s і Gen. Джиму не дуже подобається роль видавця і, щоб знову зайнятися ілюстрацією, в 1998 році він продає WildStorm компанії DC Comics. Лі залишається на чолі підрозділу до 2010 року, коли DC закриває імпринт. 18 лютого 2010 року Джима Лі призначають новим спів-видавцем DC Comics разом з Деном ДіДіо. Лі отримував Harvey Award, Inkpot Award і тричі Wizard Fan Award за свої роботи.